# Тоне Тртник
Тоне Тртник (Задвор, 12. јануар 1908 — Љубљана, 11. јун 1942), учесник Народноослободилачке борбе и народни херој Југославије.

## Биографија
Родио се у селу Задвор у близини Љубљане 12. јануара 1908. године у земљорадничкој породици. Школу је завршио селу Состро, а затим је отишао у Љубљану где је учио занат. Након одслужења војног рока, запослио се као бравар у фабрици у Љубљани. Члан Комунистичке омладине Југославије постао је 1924. године, а четири године касније и члан КПЈ. Председник култруно-просветног друштва „Слобода” постао је 1932. године. Био је један од организатора демонстрације испред општине у време економске кризе. Због тога је новчано кажњен.
Преко партијске везе из Љубљане сазнао је да се налази на списку тридесетосморице чланова које окупаторске власти треба да ухапсе. Карабињери су ухапили шеснаесторицу, а остали су побегли. Од људи који су успели да побегну, међу којима је био и Тртник формирана је 13. јула Молнишка партизанска чета. То је била прва партизанска чета у Словенији, а име је добила по брду на којем се скупила. Због операције коју је имао повучен је у Љубљану на илегални рад. Ускоро постаје члан Окружног комитета КП Словеније за Љубљану и одговара за НОП у рејону Барје—Иг. Ту постиже значајније успехе па је у октобру 1941. године упућен у околину Кочевја где је организовао устанак и створио слободну територију. У априлу након издаје је ухапшен. Након мучења, стрељан је као талац после убиства фашистичког полицијског агента.
Указом председника ФНР Југославије Јосипа Броза Тита, 27. новембра 1953. године, проглашен је за народног хероја.